# Universitatea Nalanda
Nalanda a fost un vechi centru de învățământ superior în Bihar, India. Universitatea era situată la 88 km în sud-estul orașului Patna și a fost un important centru de învățământ religios din secolul al V-lea d.Hr până în anul 1197. 

## Istorie
Unele studii sugerează că universitatea a fost înființată în timpul unui anume rege Śakrāditya din timpul dinastiei Gupta. Mult timp, această universitate a fost centru al misionarismului, mai întâi al celui hindus, apoi al celui budist. În perioada Imperiului Pala au fost construite nenumărate mănăstiri budiste în vecinătatea Universității Nalanda, transformându-se astfel într-un măreț templu unde se țineau sūtrele și unde călugări budiști învățau limba sanscrită. În timpul acestei perioade sosește în India călugărul budist Xuanzang, trimis de împăratul Taizong al Imperiului Tang să aducă copii ale sūtrelor de la Nalanda în China. Începând cu anul 1193, Universitatea Nalanda a fost jefuită de mai multe ori de musulmani, iar în anul 1197 a devenit ruină, fiind unul dintre motivele declinului budismului în India. De asemenea, universitatea deținea o bibliotecă impresionantă, una dintre cele mai mari din lume, ce cuprindea texte religioase budiste și hinduse, dar și manuscrise de logică, gramatică, matematică și astronomie.

## Tribute la memorie
Mănăstirea este menționată ca sursa a tradițiilor mănăstirilor existente.
Unele organizații budiste moderne sunt numite după Nalanda, de exemplu, Manastirea Nalanda din Franța.

## Oamenii de știință de la Universitatea Nalanda
- Atiśa
- Buddhapālita
- Bhāviveka
- Dignāga
- Dharmakirti
- Kamalaśīla
- Naropa - fondator al tradiției budiste tibetane Kagyu
- Chandrakirti
- Śāntarakṣita
- Shantideva